# ČSD-Baureihe M 140.0
Die ČSD-Baureihe M 140.0 war ein zweiachsiger Triebwagen für den Expressgutverkehr der einstigen Tschechoslowakischen Staatsbahn (ČSD). Sie gehörten mit zu den ersten auf dem Schienennetz der ČSD eingesetzten Triebwagen mit Verbrennungsmotor.

## Geschichte
Der Bau der ersten Motorwagen inländischen Ursprungs wurde bei den ČSD auf Privatinitiative hervorgerufen. Der Verband Güter in Pragbestellte bei Tatra Kopřivnice einen Gütertriebwagen mit Motorantrieb. Den zweiten Triebwagen kaufte die Gesellschaft Lidove Noviny in Brno. In den Eigentum der ČSD gelangten beide Wagen um 1928.
Die beiden als Güterdraisine bezeichneten Fahrzeuge waren Eigentum einer fremden Organisation. Dennoch stellte die ČSD von Anfang Personal und führte die Instandhaltung durch. Beide Wagen dienten dem schnellen Transport von Druckerzeugnissen von großen Städten in das Umland. Dabei wurden die tariflichen Vorteile und die schnelle Verbindung der Eisenbahn und die betrieblichen Vorteile der Motorwagen genutzt.
Während der Zeit des Zweiten Weltkriegs waren beide Wagen abgestellt. Nach dem Krieg dienten sie noch einige Zeit als Dienstfahrzeuge. Der M 140.002 wurde 1945, der M 140.001 1953 ausgemustert. Ein Fahrzeug ist nicht erhalten geblieben.

## Technische Merkmale
Vom Wesen her waren die Fahrzeuge ein Automobil auf Eisenbahnrädern. Sie hatten nur einen Führerstand auf einer Seite und es gab keine Möglichkeit des Fahrtrichtungswechsels wie bei dem späteren M 140.1. Inwieweit die Fahrzeuge eine Drehmöglichkeit hatten, ist nicht bekannt.
Angetrieben wurden sie von einem Vierzylinder-Benzinmotor von Tatra, wie sie sich bei Lastkraftwagen schon mehrfach bewährt hatten. Die Motoren hatten eine maximale Drehzahl von 1800 Umdrehungen / Minute. Die Leistung wurde übertragen von einem mechanischen Vierganggetriebe aus dem Automobilbau mit verschiebbaren Rädern.